# René Debrie
René Debrie (Warloy-Baillon, 4 luglio 1920 – Amiens, 1º agosto 1989) è stato un linguista e lessicografo francese.
Dottore di filologia e professore emerito dell'Università della Piccardia, ottenne la laurea in letteratura nel 1944 e il dottorato alla Sorbona nel 1960.
Iniziò la sua carriera di ricerca nel 1950. Tra gli anni 1960 e gli anni 1980 fu uno dei maestri della dialettologia, in particolare della lingua piccarda. Pubblicò numerosi libri e lessici di dialettologia. Divenne professore assistente nel 1975 presso l'Università della Piccardia e professore nel 1979.
Incoraggiò molti dei suoi allievi a pubblicare lessicismi, dizionari di lingue regionali e saggi; tra questi vi erano Beauvy Francois e Pierre Ivart.
Fu il fondatore del Centre d'études picardes (Centro per gli studi piccardi) presso l'Università della Piccardia.

## Opere
- Le Verbe dans les parlers picards de l'Amiénois,  Éklitra, Amiens, 2001
- Toponymie d'Albert,  Eklitra, Amiens, 1996
- Comm'-y-serre Gueuvernon,  Eklitra, Amiens, 1989
- Lexique français-picard élaboré à partir des parlers de l'Amiénois, Bibliothèque municipale d'Amiens, 1989
- Le Secret des mots picards, recherches étymologiques,  Université de Picardie, Amiens, 1989
- La Fable dans la littérature picarde, illustrations de Vincent Gaudefroy, Centre d'études picardes, Université de Picardie, Amiens, 1988
- Répertoire de surnoms picards dans la Somme au XIXe,  Université de Picardie, Amiens, 1988
- Contribution à un corpus des noms de marques, Centre d'études de la langue des affaires, Amiens 1987
- Hydronymie de la Somme,  Université de Picardie, Amiens, 1987
- Bibliographie d'ethnologie picarde,  Université de Picardie, Amiens, 1985
- Glossaire du moyen picard,  Université de Picardie, Amiens, 1984
- Bibliographie de dialectologie picarde,  Université de Picardie, Amiens, 1982
- Jacques Croédur : héros légendaire abbevillois,  C.R.D.P., Amiens, 1980
- Un auteur picard mal connu, Joseph Crinon : 1877-1956,  Archives départementales de la Somme, Amiens, 1979
- Pratiques agricoles ancestrales dans le pays de Somme : étude dialecto-folklorique,  C.R.D.P., Amiens, 1978
- Édouard Paris, un érudit picard émérite con Michel Crampon),  C.R.D.P., Amiens, 1977
- Un poème gothique : la Romance du sire de Créqui, une énigme littéraire picarde (avec Pierre Garnier),  C.R.D.P., Amiens, 1976
- Répertoire des noms de famille de la Somme en 1849, avec René Boyenval et René Vaillant,  Éklitra, Amiens, 1972
- Hector Crinon : étude littéraire et lexique de sa langue (con Pierre Garnier),  Éklitra, Amiens, 1970
- Recherches sur les noms de plantes et les noms d'insectes dans les parlers de la région d'Amiens, C.R.D.P., Amiens, 1969
- Corpus des lieux-dits cadastraux de la Somme, C.R.D.P., Amiens, 1964
- Dictionnaire des noms de famille d'Albert, 1178-1952, Archives du Pas-de-Calais, Arras, 1960

Tra i suoi numerosi lessici vi sono:
- Lexique picard des parlers nord-amiénois, Sté de dialectologie picarde, 1961, 198 p. et supplément de 96 p, Arras, 1965.
- Lexique picard des parlers ouest-amiénois, Centre d'études picardes, Amiens, 1975, 424 p.
- Lexique picard des parlers sud-amiénois, Éklitra, Amiens, 1979, 252 p.
- Lexique picard des parlers est-amiénois, Centre d'études picardes, Amiens, 1983, 153 p.
- La Picardie,  Ed. d'Organisation, Paris, (1981)
- La Forêt Invisible. Au nord de la littérature française, le picard, anthologie de la littérature d’expression picarde, Jacques Darras (dir), Jacqueline Picoche, René Debrie, Pierre Ivart, éd. des Trois-Cailloux, Amiens,  ISBN 2-903082-20-0 (1985)
- Bibliographie des Dictionnaires patois de Wartburg, Keller et Geuljans (1969)